# Volvo Ocean 65

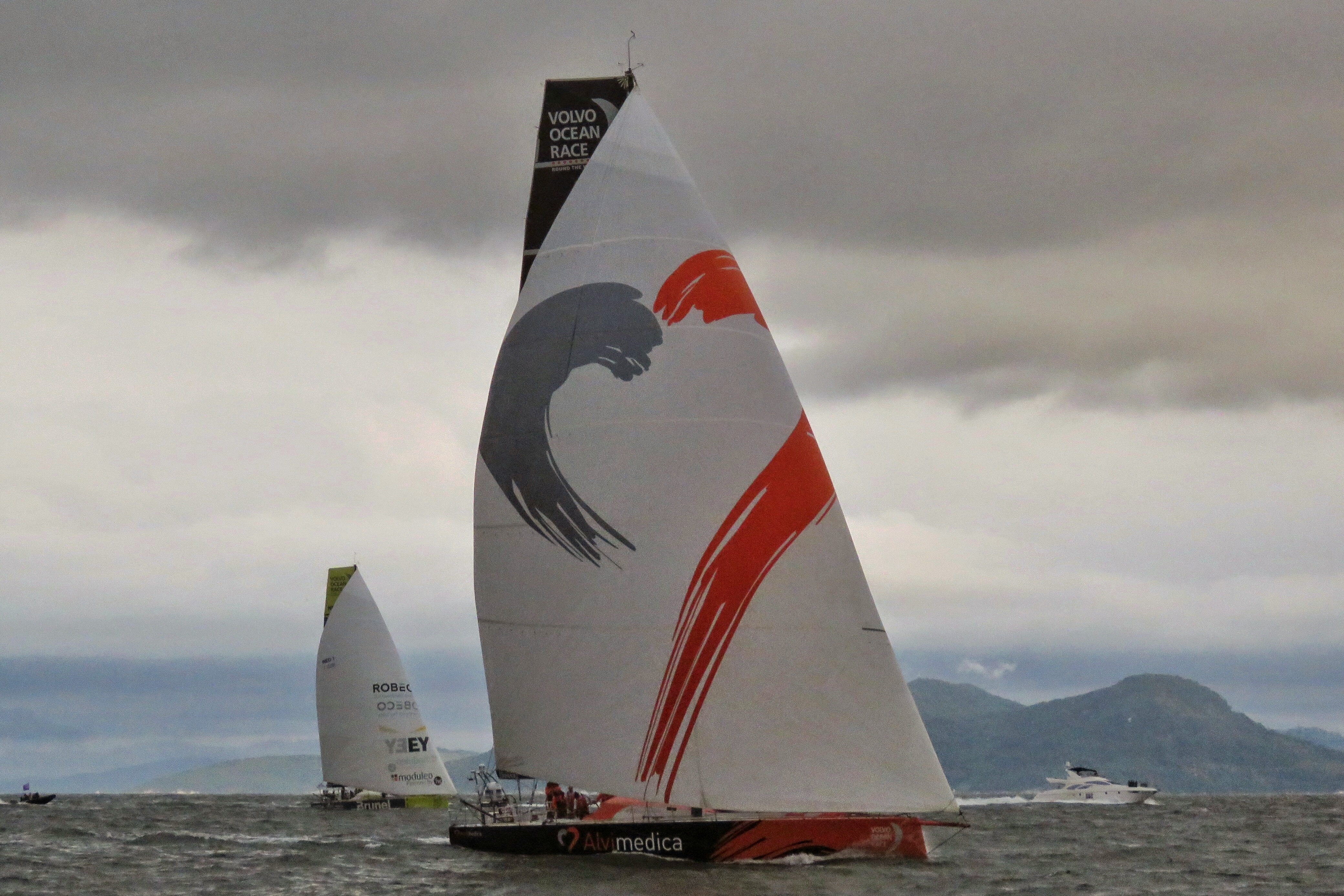
Alvimedica au portant.

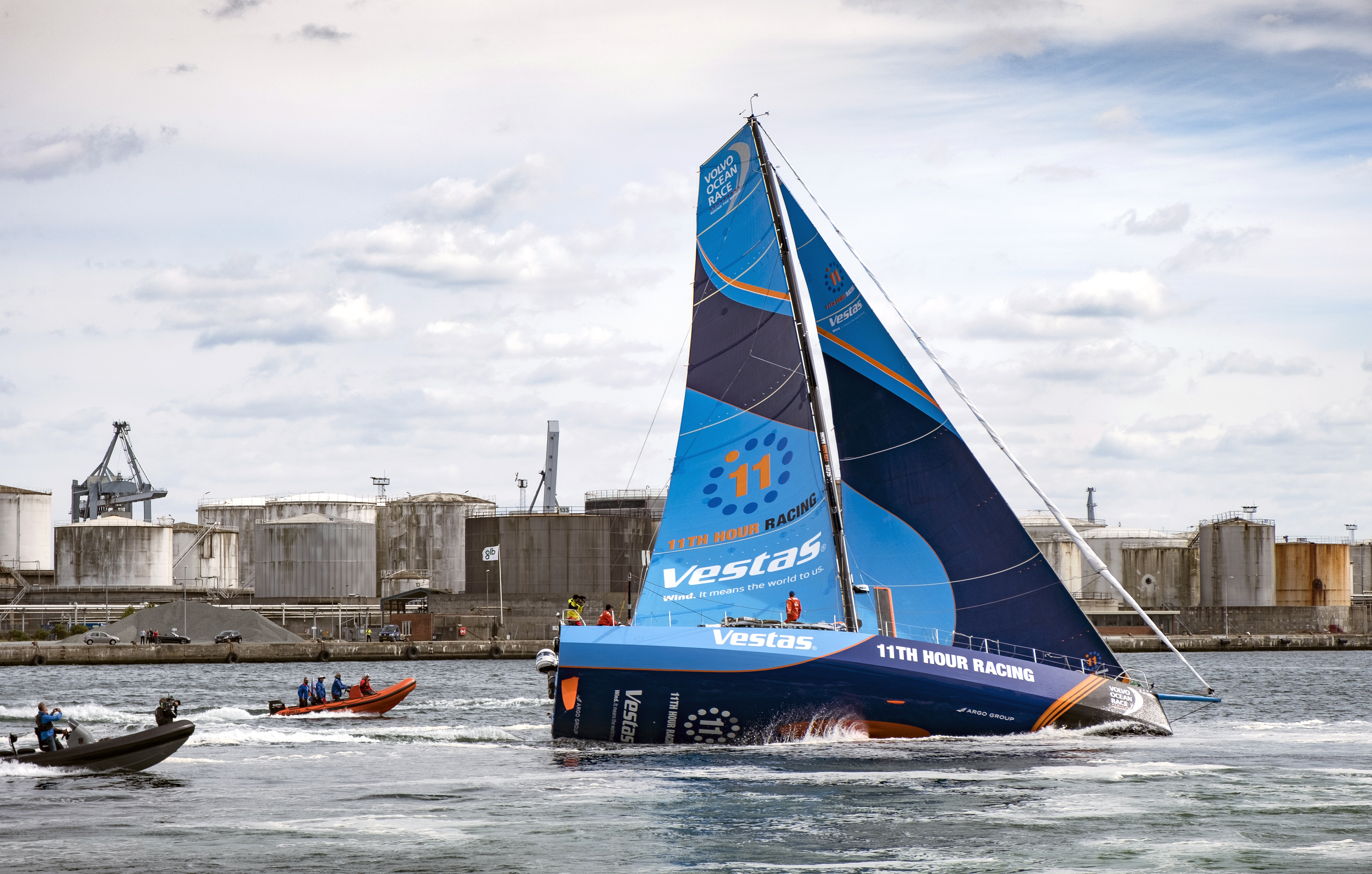
Le coup de gite pour Vestas permet d'apercevoir les safrans suspendus.

La classe Volvo Ocean 65 (abrégé en VO65) est une catégorie de voiliers conçue pour la course océanique en équipage et par étapes Volvo Ocean Race. Elle a été utilisée pour la première fois lors de l'édition 2014-2015 de cette course. Développée dans le but d'abaisser les coûts et de limiter les risques elle remplace la classe Volvo Open 70. Le voilier a une coque longue de 20,37 mètres et large de 5,6 mètres avec une masse à vide de 12,5 tonnes. Le mât fixe s'élève à 30,3 mètres. Le voilier dispose de deux safrans, deux dérives asymétriques relevables et une quille inclinable de 40°. La surface de la voilure au portant atteint 578 m² et au près 451 m².   

## Historique
Le Volvo Ocean 65 est une classe de voiliers de course monocoques. Le yacht a été conçu par Farr Yacht Design, pour être une alternative moins chère et plus sûre aux Volvo Open 70 vieillissants utilisés dans les éditions précédentes de la Volvo Ocean Race. Après de nombreux soucis de sécurité dans la Volvo Ocean Race 2011-12, des polémiques ont éclaté quant à la sécurité du Volvo Open 70, pour lequel de nombreux concepteurs ont privilégié les options augmentant la vitesse au détriment des exigences de sécurité. Knut Frostad, alors président de la Volvo Ocean Race, et quatre fois concurrent, fait allusion à un nouveau design de bateau dans une conférence de presse à Lorient, en France, lors d'une escale à la Volvo Ocean le 4 avril 2012: «Il est important Nous n'avons aucune idée de la raison pour laquelle ces ruptures sont survenues, car certaines d'entre elles ne sont clairement pas liées, mais nous tiendrons compte des problèmes actuels lorsque nous prendrons des décisions sur les règles et la technologie que nous utiliserons à l'avenir".  En devenant un événement monotype, il espère «réduire considérablement le coût de montage d'une campagne et porter la taille de la flotte à 8-10 bateaux pour les éditions futures.». L'objectif budgétaire affiché est de limiter à environ 15 millions d'euros le prix d'une campagne pour les futures éditions de la course. 
Un bateau "prêt à naviguer", incluant les voiles d'avant course et de course est estimé à environ 4,5 millions d'euros à comparer aux 30-40 millions des éditions précédentes. Il faut 7 mois et 36 000 heures de travail pour construire, assembler et peindre un Volvo Ocean 65. Il y a 120 constructeurs de bateaux qui travaillent avec 70 fournisseurs pour équiper le bateau. Les bateaux sont entretenus par une équipe commune, The Boatyard, qui gère les pièces de rechange, les réparations et la maintenance pour toute la flotte. 

## Caractéristiques techniques
| Caractéristique                                  | Valeur (remarque)                                                                                          |
| ------------------------------------------------ | --- |
| Longueur de la coque                             | 20,37 m |
| Longueur de la coque au niveau de la ligne d'eau | 20,00 m |
| Longueur hors tout (y compris le bout dehors)    | 22,14 m |
| Bau (largeur de la coque)                        | 5,60 m |
| Tirant d'eau                                     | 4,78 m |
| Masse à vide                                     | 12 500 kg                                                                                                  |
| Type de quille                                   | quille inclinable latéralement de ±40° avec une inclinaison de 5° au niveau de l'axe (d'avant en arrière)  |
| Dérives                                          | Dérives doubles asymétriques, réversibles et rétractables.                                                 |
| Safrans                                          | Deux safrans suspendus sous la coque et un safran de rechange qui peut être amarré sur le tableau arrière. |
| Ballasts arrière                                 | Deux ballasts de 800 litres sous les banquettes du cockpit                                                 |
| Ballast avant                                    | 1 seul ballast centré 1000L en avant du mât                                                                |
| Hauteur du gréement                              | 30,30 m |
| Type de gréement                                 | posé sur le pont, deux pataras.                                                                            |
| Longueur du bout dehors                          | 2,14 m |
| Superficie de la grand-voile                     | 163 m2 (3 ris, 6 lattes)                                                                                   |
| Superficie voile d'avant (J1)                    | 133 m2 (amuré avec des mousquetons sur l'étai fixe; lattes horizontales)                                   |
| Superficie voilure au prés                       | 296–451 m2 (grand-voile et J1 ou Code 0 + J2 ou J3)                                                        |
| Superficie voilure aux allures portantes         | 578+ m2 (Grand voile et génois A3; d'autres voiles fixes sont autorisées)                                  |
| Nombre de voiles                                 | 7 y compris le tourmentin.                                                                                 |

## Comparaison avec le Volvo Open 70
| Caractéristique                                         | Ocean 65                                                       | Volvo Open 70                |
| ------------------------------------------------------- | -------------------------------------------------------------- | ---------------------------- |
| Longueur                                                | 20,37 m                                                        | 21.50 m                      |
| Bau                                                     | 5,60 m                                                         | 5,70 m                       |
| Tirant d'eau                                            | 4,78 m                                                         | 4,50 m                       |
| Masse à sec                                             | 12 500 kg                                                      | 14 000 kg                    |
| Couple de redressement (RM 25) avec les ballasts pleins | 33 000 kg.m                                                    | 40 000 kg.m                  |
| Cant Angle                                              | 40°                                                            | 40°                          |
| Hauteur du mât                                          | 30,30 m                                                        | 31,50 m                      |
| Franc-bord au niveau du mât                             | 1,72 m                                                         | 1,60 m                       |
| Superficie de la grand-voile                            | 151 m2                                                         | 175 m2                       |
| Superficie de la voile d'avant principale               | 135 m2 (J1)                                                    | 200 m2 (G1)                  |
| Longueur bout-dehors                                    | 2,15 m                                                         | 1,82 m                       |
| Nombre de voiles (y compris le tourmentin)              | 7                                                              | 10                           |
| Ballasts                                                | 1x1000L (à l'avant centré) 2x800L (à l'arrière de chaque côté) | 1x1600L (centré à l'arrière) |